# Ворд Бонд
Ворд Бонд (англ. Ward Bond, уроджений — Уорделл Едвін Бонд, англ. Wardell Edwin Bond; 9 квітня 1903 — 5 листопада 1960) — американський актор.

## Біографія
Народився в місті Бенкелман, штат Небраска. Освіту здобув в Університеті Південної Каліфорнії. На кіноекранах дебютував в 1929 році у фільмі Джона Форда «Салют». За роки своєї кар'єри з'явився більш ніж в двох сотнях кінофільмів, серед яких «Це трапилося одного разу вночі» (1934), «Звіяні вітром» (1939), «Це прекрасне життя» (1946) і «Ріо Браво» (1959).
Бонд помер від серцевого нападу в 1960 році у віці 57 років. Його внесок в кіноіндустрію США відзначений зіркою на голлівудській «Алеї слави».

## Вибрана фільмографія
- 1936 — Конфлікт / Conflict
- 1939 — Звіяні вітром
- 1940 — Грона гніву
- 1940 — Шлях на Санта-Фе / Santa Fe Trail
- 1941 — Мальтійський сокіл
- 1942 — Джентльмен Джим
- 1944 — У сідлі
- 1948 — Форт Апачі
- 1948 — Три Хрещених Батька
- 1959 — Ріо Браво / Rio Bravo